# ميغيل أنخيل إستريلا
ميغيل أنخيل إستريلا (بالإسبانية: Miguel Ángel Estrella)‏ هو دبلوماسي وعازف بيانو أرجنتيني، ولد في 4 يوليو 1940 في سان ميغيل دي توكومان في الأرجنتين.

## وصلات خارجية
- ميغيل أنخيل إستريلا على موقع IMDb (الإنجليزية)
- ميغيل أنخيل إستريلا على موقع ميوزك برينز (الإنجليزية)
- ميغيل أنخيل إستريلا على موقع ديسكوغز (الإنجليزية)